# Роже Норман
Роже Норман (фр. Roger Normand; Париз, 9. фебруар 1912 — ? 26. децембар 1993) био је француски атлетичар који се такмичио у трчању на 1.500 метара.
Учествовао је на 1. Европском првенству 1934. у Торину и у трци на 1.500 метара освојио бронзану медаљу у времену 3:57,0, иза победника Луиђија Бекалија из Италије и дргопласираног Микоша Сабоа из Мађарске.
На националном плану Норман је четири пута био првак Француске: 1933, 1935, 1937. и 1939. Други је био 1931, а трећи 1934.
Три пута је постизао резултате којима је на годишњим светским листама заузимао следеча места: 
- 14. 1934. (3:55,8)
- 4. 1835. (3:53,6)
- 22. 1936. (3:55,2)